# Cyclanthaceae
Cyclanthaceae — родина квіткових рослин.

## Таксономія
Більш ранні системи, такі як система Кронквіста та система Тахтаджана, розміщували Cyclanthaceae як єдину родину в порядку Cyclanthales. У класифікаційній системі Дальгрена Cyclanthaceae були єдиною родиною порядку Cyclanthales у надпорядку Cyclanthiflorae (також званому Cyclanthanae). Система APG (1998) і система APG II (2003) відносять його до порядку Pandanales в кладі однодольних. Родина поширена в неотропіках і складається з 12 родів із загальною кількістю близько 230 відомих видів (Christenhusz & Byng 2016).
Роди:
- Asplundia Harling
- Carludovica Ruiz & Pav.
- Chorigyne R.Erikss.
- Cyclanthus Poit.
- Dianthoveus Hammel & Wilder
- Dicranopygium Harling
- Evodianthus Oerst.
- Ludovia Brongn.
- Schultesiophytum Harling
- Sphaeradenia Harling
- Stelestylis Drude
- Thoracocarpus Harling

## Використання
Родина, ймовірно, найбільш відома завдяки Carludovica palmata, з молодого листя якого виготовляють панамські капелюхи.